# CDG Express
De CDG Express is een Frans project voor een spoorverbinding in de regio Île-de-France tussen het station Paris-Est in Parijs en de luchthaven Paris-Charles-de-Gaulle.
Het project is volgens de Franse regering gerechtvaardigd door de tekortkomingen in het aanbod van de RER B lijn van het Réseau express régional (RER), het bestaan van speciale sneldiensten op concurrerende luchthavens en de verzadiging van het wegvervoer op de snelwegen A1 en A3.
Het project, opgestart in 2003, dat in zijn oorspronkelijke vorm eind 2011 werd opgegeven (Vinci, de enige particuliere kandidaat die nog in de running was, trok zich terug), werd in 2014 opnieuw gelanceerd. De verbinding zou begin 2027 in dienst genomen kunnen worden, beheerd door een samenwerkingsverband van spoorwegbeheerder SNCF Réseau en Aéroports de Paris voor de infrastructuur en Hello Paris (een joint venture tussen Keolis en RATP Dev, een dochter van de RATP) voor de exploitatie en het onderhoud van de treinen.
Voor het rollend materieel werd gekozen voor 13 treinstellen Régiolis van Alstom, een specifieke variant van de Coradia Polyvalent aangepast aan de behoeften van reizigers naar luchthavens. De bestelling in 2019 wordt verwerkt in de fabriek De Dietrich Ferroviaire in Reichshoffen.

## Doel CDG Express
De luchthaven Paris-Charles-de-Gaulle wordt sinds 1994 per spoor enkel bediend door de lijn RER B. Het noordelijke deel van deze lijn heeft twee aftakkingen, waarvan er één de luchthaven bedient, tegen een speciale tariefstructuur. Vóór het renovatieprogramma dat in 2016 werd afgerond, was de kwaliteit van de dienstverlening slecht, met niet-geïnternationaliseerde, ondoorzichtige bewegwijzering en onregelmatige treinenloop. En hoewel lijn B van de RER de Parijse regio van noord naar zuid doorkruist en langs grote overstapstations in Parijs rijdt (Gare du Nord en Châtelet - Les Halles), vermijden sommige vliegtuigpassagiers het gebruik van de RER, die niet geschikt is voor hun specifieke behoeften vanwege de ontoereikende faciliteiten die het biedt in comfort en (bagage)ruimte, de langere trajecttijd, ook voor de expresdiensten en de afwisseling van treinen die wel en niet CDG bedienen. Hierdoor maakt men meer gebruik van taxi's of bussen, die soms komen vast te zitten in files op de A1 of A3 snelwegen.
De CDG Express zou in een non-stopverbinding met een trajecttijd van circa 20 minuten en op een frequentie om de 15 minuten passagiers de snelheid en ruimte moeten bieden voor een comfortabele verplaatsing tussen luchthaven en stadscentrum. De CDG Express kadert in het project Grand Paris Express waarin eveneens metrolijn 17 is opgenomen die na 2030 ook de luchthaven CDG zou bedienen. Maar waar RER en metro ook specifieke transportbehoeften invullen zoals hogere frequenties of meer stop- en overstapplaatsen, weliswaar met een langere transportduur, werd toch ook de CDG Express als bijkomende specifieke transportvorm weerhouden.

## Traject
Gekozen werd voor een oplossing die het gebruik van bestaande infrastructuur combineert met de aanleg van nieuwe trajecten, hetzij in sleuven, hetzij aan de oppervlakte. De totale kosten van het project werden geschat op € 640 miljoen, inclusief € 120 miljoen voor rollend materieel.
Voorzien is dat de CDG Express in het Gare de l'Est de bestaande perrons (1 of 2) zal gebruiken die hiervoor gereserveerd zullen worden. Dit garandeert ook een eenvoudige toegang waarbij elke trein op die perrons CDG als bestemming heeft. De nieuwe lijn zal dan via een nieuwe dubbelsporige verbinding aansluiten op de sporen van de Gare du Nord. Voor die lijn moet onder meer een 330 meter lange cut-and-cover tunnel gegraven worden. De verbinding komt dan uit bij het voormalige station La Chapelle-Charbon, voordat het de Boulevard Ney oversteekt via het viaduct van de raccordement van La Chapelle-Charbons en weer aansluit op de lijn Paris-Nord. Vanaf de Porte de la Chapelle loopt de lijn naast de RER B en maakt gebruik van de snelle sporen van de lijn La Plaine-Hirson. Vanaf Villeparisis zal de lijn aftakken op een nieuwe lijn van 8 km lang, parallel aan de bestaande sporen van de LGV Interconnexion. Tot slot zullen de nieuwe sporen onder de start- en landingsbanen 2 en 4 van de luchthaven doorlopen om vanuit het zuiden het TGV-station Charles-de-Gaulle 2 te bereiken, tegenover de sporen van de lijn GEN B. In het station wordt een nieuwe halte gebouwd voor de CDG Express.
In het kader van de modernisering van het overstappunt Gare du Nord - Gare de l'Est bipole heeft Île-de-France Mobilités in 2018 besloten om de tunnel die het metrostation Château-Landon verbindt met de Gare de l'Est onder de rue La Fayette door te trekken tot aan het station Magenta van de RER E lijn en de Gare du Nord, met liften naar de CDG Express perrons.  Op deze wijze zou tegen 2028 een multimodale hub ontstaan met een eenvoudige passage tussen drie Parijse treinstations en een metrostation.
De talrijke werken die tussen nu en 2024 op de noordelijke as moeten worden uitgevoerd voor de Olympische Spelen van 2024 maken het moeilijk om ze allemaal te voltooien zonder al te veel hinder voor het verkeer te veroorzaken. Daarom overweegt SNCF Réseau om een deel van de werkzaamheden op de bestaande sporen uit te stellen. De reistijd voor de CDG Express zou dan 23 minuten bedragen in plaats van 20 minuten tijdens de eerste jaren van exploitatie.